# Port lotniczy Provo
Port lotniczy Provo (IATA: PVU, ICAO: KPVU) – port lotniczy położony w mieście Provo, w stanie Utah, w Stanach Zjednoczonych.